# 敖德薩行動 (1919年)
敖德萨行动（1919年）或稱敖德萨登陆戰指的是南俄羅斯武裝部隊于1919年8月20日至24日对红军部队和敖德萨驻军进行的一次成功的两栖军事行动。